# آیا مردان متأهل باید به خانه بروند؟
آیا مردان متأهل باید به خانه بروند؟ (به انگلیسی: Should Married Men Go Home?) یک فیلم صامت کمدی کوتاه به کارگردانی لئو مک‌کری و جیمز پروت و بازی استن لورل و اولیور هاردی محصول سال ۱۹۲۸ است.